# Закумарені

Закумарені (англ. Spaced) — британська ситуаційна комедія, зрежисована Едгаром Райтом, яку написали та в якій знімались Джесіка Стівенсон та Саймон Пеґґ. Два сезони по сім серій транслювали в 1999 та 2001 роках щоп'ятниці на каналі Channel 4.

## Сюжет
Дейзі Стайнер (Джесіка Стівенсон) та Тім Бізлі (Саймон Пеґґ) — двоє двадцятирічних мешканців Лондона, що випадково зустрілись в кафе під час пошуку житла. Хоч вони майже не знайомі, ці двоє змовились вдати з себе молоду пару, щоб задовольнити вимоги оголошення про відносно дешеву квартиру в окремому будинку на вул. Метеор, 23, Тафнел Парк, в якому також мешкають його власниця, Марша Кляйн (Джулія Дікін) та ексцентричний концептуальний митець Браян Топп (Марк Гіп), який винаймає житло/майстерню на першому поверсі. Дейзі часто відвідує її найкраща подруга, Твіст Морґан (Кейті Кармайкл), а Тіма - його найкращий друг, Майк Уатт (Нік Фрост), який теж згодом стає мешканцем будинку, після того, як Ембер, донька Марші, "залишає батьківське гніздо".
Події серіалу здебільшого стосуються сюрреалістичних і незграбних пригод Тіма та Дейзі, які днюють у пошуках внутрішнього спокою, свого місця в житті та нових непродуктивних шляхів проведення часу. Усім навколо, крім Марші, Тім і Дейзі завжди наголошують, що вони не разом, але попри (чи саме через) це, романтична напруга між ними зростає, особливо в другому сезоні.

## Головні персонажі
- Саймон Пеґґ у ролі Тіма Бізлі
- Джесіка Стівенсон у ролі Дейзі Стайнер
- Нік Фрост у ролі Майка Уатта
- Кейті Кармайкл у ролі Твіст Морґан
- Марк Гіп у ролі Браяна Топпа
- Джулія Дікін у ролі Марші Кляйн

## Виробництво
Серіал нашпиговано посиланнями на поп-культуру, в тому числі наукову фантастику, фільми жахів, комікси та комп'ютерні ігри.
Також було зауважено регулярні посилання на рекреаційне вживання наркотиків, від власне назви серіалу і надалі за сюжетом. Епізодично Тім з Дейзі курять марихуану, також одна серія була зосереджена суто на її вживанні. Одного разу Тім з Майком вживають амфетамін, а в ще одній серії події натякають на те, що Тім, Майк, Дейзі, Твіст і Браян вживають екстазі під час походу на дискотеку.

## Нагороди
Закумарені висували на премію Бафта у телебаченні у 2000 і 2002 роках як ситуаційну комедію. Джесіка Стівенсон перемогла на British Comedy Awards 1999 та 2001 років у номінації "Найкраща комедійна акторка". Саймон Пеґґ був номінований у 1999 році на цю ж нагороду як Найкращий комедійний новачок. Другий сезон серіалу було номіновано на Міжнародну нагороду Еммі у напрямку Популярне Мистецтво.

## Зовнішні посилання
- Офіційна вебсторінка [Архівовано 27 жовтня 2004 у Wayback Machine.]
- Закумарені на Internet Movie Database
- Закумарені [Архівовано 26 квітня 2012 у Wayback Machine.] на British Comedy Guide